# شکافته‌دوست‌ها
شکافته‌دوست‌ها (نام علمی: Rhegmatophila) نام یک سرده از تیره شاپرک‌های گربه‌ای است.